# TRON (криптовалюта)
TRON (укр. Трон) — децентралізована, відкрито-кодована фінансова екосистема, що оперує криптовалютою токеном Tronix (укр. Тронікс). Введена у дію компанією TRON Foundation в 2017 році. У кінці грудня об'єм капіталізації TRON перевищив 5 мільярдів доларів, що ввело його у клуб криптовалют великої капіталізації. На початку січня 2018 року TRON займав 5-10 місця у переліку криптовалют за капіталізацією.

## Історія
Започаткував TRON його головний виконавчий директор Джастін Сан, що також присутній у переліку "Forbes China 30 under 30″.
Наприкінці грудня 2017 Джастін Сан анонсував через декілька твітів, що до команди TRON приєдналися розробники мережевого торгового підприємства Alibaba.com. У січні 2018 заплановане партнерство з компанією спільного використання велосипедами oBike.
Криптовалюта TRX отримала загальну зацікавленість у грудні 2017 року, коли вона зросла на 2400 % з 0.0020$ до 0.05$ за Tronix, з 65748192475 TRX токенів, що є зараз в обігу. У грудні 2017 року розробник антивірусу Джон МакАффі рекомендував TRON у своєму твіті як довготривалу інвестицію. TRON досяг 10 місця з 10 мільярдами $.

## Функціонування
TRON використовує децентралізований протокол на основі блокчейн. TRON спрямований на побудову всесвітньої розважальної системи поширення вільного медіа-вмісту завдяки технології розгалуженого сховища. Цей протокол дозволить кожному користувачу вільно виставляти, зберігати та володіти даними у децентралізованій, автономній формі. Користувач зможе керувати поширенням, підпискою та рекламою свого медіа-вмісту завдяки обігу цифрових активів, що сформує децентралізовану розважальну екосистему. Peiwo App з понад 10 мільйонами користувачів стане першим розважальним додатком, що буде сумісний із TRON.
Вільні дані на безкоштовній та неконтрольованій основі медіа-зміст включає характери, малюнки, світлини, звукові та відео файли, що можуть завантажені, сховані та поширені.
Обіг медіа-змісту можливий через створення цифрових активів для його забезпечення та поширення. Таким чином економічно стимулюється оббіг медіа-контенту.
Користувачі можуть створювати особисті ICO (первинне розміщення монет).
Децентралізована інфраструктура поширених цифрових активів буде мати поширений обмінник, автономні ігри, прогнозування та гральні системи.

## Архітектура Tron
Блокчейн Tron реалізований на основі багатошарової архітектури, що складається з трьох основних рівнів:
- Рівень зберігання.
- Рівень ядра.
- Рівень програм.

Рівень зберігання – використовується для зберігання блоків та їх статусів/станів. Також до цього рівня додано спеціальний граф, що дозволяє зберігати будь-які дані більш децентралізовано і захищено.
Рівень ядра містить у собі три окремих модулі: смарт-контрактів, управління обліковими записами, консенсусу.
Рівень додатків – надає розробникам можливість створення унікальних DApps, використовуючи різні мови програмування. Основним протоколом є Java, але є можливість використовувати інші варіанти, серед яких: Scala, C++, Python та інші.

## TRON Foundation
TRON Foundation, — неприбуткова організація зареєстрована у Сингапурі, забезпечує функціонування мережі TRON на принципах відкритості, чесності, прозорості, та підтримує команду розробників TRON.

## Торгівля
Найбільші об'єми торгівлі Tronix відбуваються на шанхайській біржі Binance з часткою на січень 2017 року у 80,5 %. Tronix торгують інші 28 бірж, зокрема на київській Liqui (10 %), англійська CoinEgg (2,6 %), гонконзька Gatecoin (1,7 %), лондонська HitBTC (1,5 %) та гонконзька Bit-Z (1,5 %).
2 квітня 2021 року українська біржа BTC TRADE UA розпочала торгівлю валютою TRON. Спочатку було задіяно дві пари — TRX/UAH та TRX/USDT, 3 квітня була задіяна і третя пара — TRX/BTC.